# ǀAi-ǀAis
Koordinaten: 27° 55′ 3,5″ S, 17° 29′ 22,7″ O
ǀAi-ǀAisKlicklaut (Khoekhoegowab für sehr heiß; auch häufig Ai-Ais geschrieben) ist ein Thermalbad im Süden Namibias. Es ist Teil des ǀAi-ǀAis Richtersveld Transfrontier Parks.
Das Thermalwasser ist rund 60 °C heiß und reich an Sulfaten, Chloriden und Fluoriden. Die Außentemperaturen steigen bis auf 45 °C, nicht selten sogar noch höher.
Das staatliche Thermalbad gleich neben der Quelle ist im Winter ein beliebtes Erholungszentrum. Das Wasser ist besonders für Rheumakranke heilsam. Es gibt ein Hallenbad mit unterschiedlich temperierten Becken sowie ein Freibad. Nach umfangreichem Umbau und notwendigen Renovierungsarbeiten wurde die Anlage am 27. August 2009 feierlich wieder eröffnet.
Von Mai bis August ist ǀAi-ǀAis ein beliebter Ausgangspunkt für die 5-Tage-Wanderung im Fish-River-Canyon (Fischfluss) oder in die Hunsberge. Hierbei können zahlreiche Wildtierarten und Vögel beobachtet werden.